# Мухаммад VII аль-Мустаин
Мухаммад VII ибн Ю́суф (араб. محمد السابع بن يوسف الثاني‎), по прозвищу аль-Муста’и́н (араб. المستعين‎ — поддерживаемый [Богом]); (1370—1408) — 13-й эмир Гранады с 1392 по 1408 год.

## Биография
Мухаммад VII пришёл к власти в 1392 году как сын свергнутого и убитого эмира Гранады Юсуфа II. В годы его правления произошло существенное ухудшение отношений между Гранадским эмиратом и королевством Кастилия, в первую очередь окончание и не продление на новый срок перемирия между двумя государствами, соблюдавшегося с 1344 года. Воспользовавшись малолетием кастильского короля Энрике Болезненного Мухаммад VII в 1390 нападает на Хоэн и Мурсию. Одновременно вынужден был вести борьбу с внутренними врагами во главе с визирем Ибн Замраком. 26 августа 1394 года Мухаммад VII сумел отбить нападение на эмират кастильских рацарей из ордена Алькантара во главе с магистром Мартином Яньесом де ла Баррудой, который погиб в этой битве.
После же истечения срока перемирия в 1405 году Мухаммад и сам начинает организовывать нападения на приграничные районы Кастилии. Воспользовавшись смертью короля Кастильи и Леона Энрике III в 1405 году и малолетием его сына Хуана II Кастильского эмир нападает на пограничные земли Кастильского королевства, захватывает окрестности Ронды. Такая политика спровоцировала к новому походу кастильских войск против Гранады и к закрытию Кастилией для эмирата Гибралтарского пролива. Испанцы победили в сражении при Вера-де-Мурсия (16.02.1406) и битве при Коллехаросе вблизи города Убеда в октябре 1406 г. Однако, в этой войне и Мухаммад VII сумел продвинуться по кастильской территории вплоть до Хаэна, но в разгар боевых действий, в мае 1408 года, он скончался.
Брат Мухаммада VII и наследник престола, Юсуф III, которого Мухаммад, боясь соперничества при восшествии на трон, заключил в темницу, вскоре сумел заключить с Кастилией новое перемирие. Однако последнее постоянно нарушалось обеими сторонами, что привело к постепенному преимуществу в этой борьбе Кастилии и падению Гранадского эмирата в 1492 году.